# Lima (provincie)
Lima (Aymara: Lima hatun llaqta; Quechua: Lima llaqta suyu) is een provincie in het centrale gedeelte van de kust van Peru. Het is de enige provincie die niet aan een van de 25 regio's van Peru toebehoort. De hoofdplaats van de provincie is het district Lima; de 43 districten samen vormen de stad (ciudad) Lima. De twee steden (ciudades) Lima en Callao vormen samen de metropool Lima Metropolitana.
Ondanks haar kleine oppervlakte, is deze provincie de grootste industriële en economische 'krachtcentrale' van de Peruaanse economie. Bijna één derde van de bevolking woont er en een groot deel van het bnp is hier geconcentreerd.

## Bestuurlijke indeling
| Detailkaart |
| ----------- |
|             |
| Districten  |

De regio is verdeeld in 43 districten. 
| Nr. | District                | Inwoners  | Oppervlakte | UBIGEO | Gebied  |
| --- | ----------------------- | --------- | ----------- | ------ | ------- |
| 1   | Ancón                   | 62.928    | 299,22 km²  | 150102 | Noord   |
| 2   | Ate                     | 599.116   | 77,72 km²   | 150103 | Oost    |
| 3   | Barranco                | 34.378    | 3,33 km²    | 150104 | Centrum |
| 4   | Breña                   | 85.315    | 3,22 km²    | 150105 | Centrum |
| 5   | Carabayllo              | 333.039   | 346,89 km²  | 150106 | Noord   |
| 6   | Chaclacayo              | 42.912    | 39,50 km²   | 150107 | Oost    |
| 7   | Chorrillos              | 314.241   | 38,94 km²   | 150108 | Zuid    |
| 8   | Cieneguilla             | 34.684    | 240,33 km²  | 150109 | Oost    |
| 9   | Comas                   | 520.450   | 48,75 km²   | 150110 | Noord   |
| 10  | El Agustino             | 198.862   | 12,54 km²   | 150111 | Oost    |
| 11  | Independencia           | 211.360   | 14,56 km²   | 150112 | Noord   |
| 12  | Jesús María             | 75.359    | 4,57 km²    | 150113 | Centrum |
| 13  | La Molina               | 140.679   | 65,75 km²   | 150114 | Oost    |
| 14  | La Victoria             | 173.630   | 8,74 km²    | 150115 | Centrum |
| 15  | Lima                    | 268.352   | 21,98 km²   | 150101 | Centrum |
| 16  | Lince                   | 54.711    | 3,03 km²    | 150116 | Centrum |
| 17  | Los Olivos              | 325.884   | 18,25 km²   | 150117 | Noord   |
| 18  | Lurigancho              | 240.814   | 236,47 km²  | 150118 | Oost    |
| 19  | Lurín                   | 89.195    | 181,12 km²  | 150119 | Zuid    |
| 20  | Magdalena del Mar       | 60.290    | 3,61 km²    | 150120 | Centrum |
| 21  | Miraflores              | 99.337    | 9,62 km²    | 150122 | Centrum |
| 22  | Pachacamac              | 110.071   | 160,23 km²  | 150123 | Zuid    |
| 23  | Pucusana                | 14.891    | 37,83 km²   | 150124 | Zuid    |
| 24  | Pueblo Libre            | 83.323    | 4,38 km²    | 150121 | Centrum |
| 25  | Puente Piedra           | 329.675   | 71,18 km²   | 150125 | Noord   |
| 26  | Punta Hermosa           | 15.874    | 119,50 km²  | 150126 | Zuid    |
| 27  | Punta Negra             | 7.074     | 130,50 km²  | 150127 | Zuid    |
| 28  | Rímac                   | 174.785   | 11,87 km²   | 150128 | Centrum |
| 29  | San Bartolo             | 7.482     | 45,01 km²   | 150129 | Zuid    |
| 30  | San Borja               | 113.247   | 9,96 km²    | 150130 | Centrum |
| 31  | San Isidro              | 60.375    | 11,10 km²   | 150131 | Centrum |
| 32  | San Juan de Lurigancho  | 1.038.495 | 131,25 km²  | 150132 | Oost    |
| 33  | San Juan de Miraflores  | 355.219   | 23,98 km²   | 150133 | Zuid    |
| 34  | San Luis                | 52.082    | 3,49 km²    | 150134 | Centrum |
| 35  | San Martín de Porres    | 654.083   | 36,91 km²   | 150135 | Noord   |
| 36  | San Miguel              | 155.384   | 10,72 km²   | 150136 | Centrum |
| 37  | Santa Anita             | 196.214   | 10,69 km²   | 150137 | Oost    |
| 38  | Santa María del Mar     | 999       | 9,81 km²    | 150138 | Zuid    |
| 39  | Santa Rosa              | 27.863    | 21,50 km²   | 150139 | Noord   |
| 40  | Santiago de Surco       | 329.152   | 52,00 km²   | 150140 | Centrum |
| 41  | Surquillo               | 91.023    | 4,49 km²    | 150141 | Centrum |
| 42  | Villa El Salvador       | 393.254   | 35,46 km²   | 150142 | Zuid    |
| 43  | Villa María del Triunfo | 198.862   | 70,57 km²   | 150143 | Zuid    |

## Bestuur
De provincie Lima wordt bestuurd door de metropool Lima Metropolitana, die ook de stad Lima bestuurt.

## Geboren
- Susana Baca (Chorrillos, 1944), zangeres, etnomusicologe, docente en politica

Amazonas · Áncash · Apurímac · Arequipa · Ayacucho · Cajamarca · Callao · Cuzco · Huancavelica · Huánuco · Ica · Junín · La Libertad · Lambayeque · Lima · Loreto · Madre de Dios · Moquegua · Pasco · Piura · Puno · San Martín · Tacna · Tumbes · Ucayali

Zelfstandige provincie: Lima